# Championnat de Finlande de football 1956
Navigation
Saison précédente Saison suivante
La saison 1956 du Championnat de Finlande de football était la 27e édition de la première division finlandaise à poule unique, la Mestaruussarja. Les dix meilleurs clubs du pays jouent les uns contre les autres à deux reprises durant la saison, à domicile et à l'extérieur. À la fin de la compétition, les 2 derniers du classement sont relégués et remplacés par les 2 meilleurs clubs d'Ykkonen, la deuxième division finlandaise.
Cette saison voit le sacre du KuPS Kuopio, qui termine en tête du classement final, avec 6 points d'avance sur le HJK Helsinki et 7 sur le tenant du titre, le KIF Helsinki. C'est le tout premier titre de champion de Finlande de l'histoire du KuPS.

## Les 10 clubs participants
| - HPS Helsinki - Promu de Ykkonen - IKissat Tampere - Promu de Ykkonen - Pyrkivä Turku - VIFK Vaasa - KIF Helsinki | - HJK Helsinki - KTP Kotka - Haka Valkeakoski - VPS Vaasa - KuPS Kuopio |

## Compétition

### Classement
Le barème de points servant à établir le classement se décompose ainsi :
- Victoire : 2 points
- Match nul : 1 point
- Défaite : 0 point

| Rang | Équipe            | Pts | J  | G  | N | P  | Bp | Bc | Diff |
| ---- | ----------------- | --- | -- | -- | - | -- | -- | -- | ---- |
| 1    | KuPS Kuopio       | 27  | 18 | 11 | 5 | 2  | 31 | 12 | +19  |
| 2    | HJK Helsinki      | 21  | 18 | 9  | 3 | 6  | 39 | 28 | +11  |
| 3    | KIF Helsinki T    | 20  | 18 | 7  | 6 | 5  | 32 | 18 | +14  |
| 4    | IKissat Tampere P | 20  | 18 | 9  | 2 | 7  | 33 | 36 | -3   |
| 5    | Haka Valkeakoski  | 17  | 18 | 6  | 5 | 7  | 18 | 18 | 0    |
| 6    | VPS Vaasa         | 17  | 18 | 7  | 3 | 8  | 29 | 30 | -1   |
| 7    | KTP Kotka         | 17  | 18 | 7  | 3 | 8  | 28 | 29 | -1   |
| 8    | HPS Helsinki P    | 16  | 18 | 7  | 2 | 9  | 28 | 34 | -6   |
| 9    | VIFK Vaasa        | 13  | 18 | 6  | 1 | 11 | 25 | 32 | -7   |
| 10   | Pyrkivä Turku     | 12  | 18 | 6  | 0 | 12 | 20 | 46 | -26  |

|  | Champion de Finlande 1956                           |
|  | Relégation en deuxième division                     |
|  | T Tenant du titre P Club promu de deuxième division |

## Bilan de la saison
| Championnat de Finlande de football 1956 |                         |
| Champion                                 | KuPS Kuopio (1er titre) |
| Coupes et trophées                       |                         |
| Vainqueur de la Coupe de Finlande 1956   | Pallo-Pojat Helsinki    |
| Promotions et relégations                |                         |
| Promus en Mestaruussarja                 | TPS Turku               |
| Promus en Mestaruussarja                 | KoRe Kotka              |
| Relégués en Ykkonen                      | VIFK Vaasa              |
| Relégués en Ykkonen                      | Pyrkivä Turku           |